# Jean Boste
Pour les articles homonymes, voir Saint Jean et Boste.
Jean Boste (Né vers 1544 à Dufton, Westmorland (aujourd'hui Cumbria), Angleterre - mort le 24 juillet 1594 à Dryburne (en), comté de Durham, Angleterre), est un prêtre catholique anglais arrêté et exécuté sous le règne d'Élisabeth Ire.

## Biographie
Jean Boste était le fils d'un propriétaire terrien fortuné. Ayant des aptitudes pour les études il est inscrit au Queen's College de l'Université d'Oxford. Se sentant aussi appelé à la prêtrise il étudie la théologie et se fait ordonner prêtre dans l'Église anglicane. En 1574, il retourne dans sa région d'origine non pas d'abord comme prêtre mais pour y diriger l'école d'Appleby, la même qu'il avait fréquentée avant l'université. On lui propose ensuite un poste de professeur à l'université d'Oxford qu'il accepte. Pour des raisons largement inconnues il décide en 1576 d'abandonner l'anglicanisme et de rejoindre l'Église catholique devenue une Église souterraine.
Commence pour lui une vie de dangers. Il démissionne de son poste de professeur et part pour la France pour rejoindre le séminaire catholique anglais de Reims. Il est ordonné prêtre catholique le 4 mars 1581. Le mois suivant, il s'installe dans le nord de l'Angleterre sous un nom d'emprunt s'activant à administrer les sacrements aux familles qui avaient maintenue vivante « l'ancienne foi ». Pendant plus de douze ans, il se déplace dans les diverses localités du nord du pays où le catholicisme reste encore présent. Il est activement recherché.
En 1593, il est trahi. Capturé dans une maison isolée d'un village du comté de Durham - maison propriété du couple Glaxton - il est transféré avec John Speed son escorte dans la prison dite de la tour de Londres. Dans sa prison il est torturé dans le but de lui soutirer des informations sur la localisation d'autres prêtres catholiques. Il ne dit rien. Renvoyé à Durham il est jugé avec John Ingram et George Swallowel pour être prêtre catholique, ce qui faisait de lui un traître. Le 24 juillet 1594, il est emmené à Dryburn pour y être exécuté. La peine appliquée aux traîtres est alors la pendaison, éviscération et écartèlement.

## Vénération
Jean Boste a été béatifié en 1929 par le pape Pie XI et canonisé le 25 octobre 1970 par le pape Paul VI. Il est fêté le 24 juillet. Il est l'un des Quarante martyrs d'Angleterre et de Galles.